# Noah Knows Best
Noah Knows Best is een televisieserie van Nickelodeon. De serie startte op 7 oktober 2000 en eindigde een jaar later, op 6 januari 2001. Er zijn in totaal 18 afleveringen gemaakt, waarvan er 13 zijn uitgezonden. De oorzaak hiervan zijn de lage kijkcijfers. De hoofdrolspeler van de serie was Phillip Van Dyke als Noah. De serie staat bekend als de mannelijke versie van Clarissa Explains It All.

## Afleveringen
1. The Tickets
2. The Computer
3. Noah Knows Politics
4. Door to Door
5. Three's Company
6. Pink Slip-Up
7. Slices of Life
8. Lost Night
9. The Final Insult
10. Slam Book
11. Noah's Art
12. Clipped in the Wings
13. The Tutor